# Planchonia careya
Planchonia careya là một loài thực vật có hoa trong họ Lecythidaceae. Loài này được (F.Muell.) R.Knuth miêu tả khoa học đầu tiên năm 1939.

## Hình ảnh

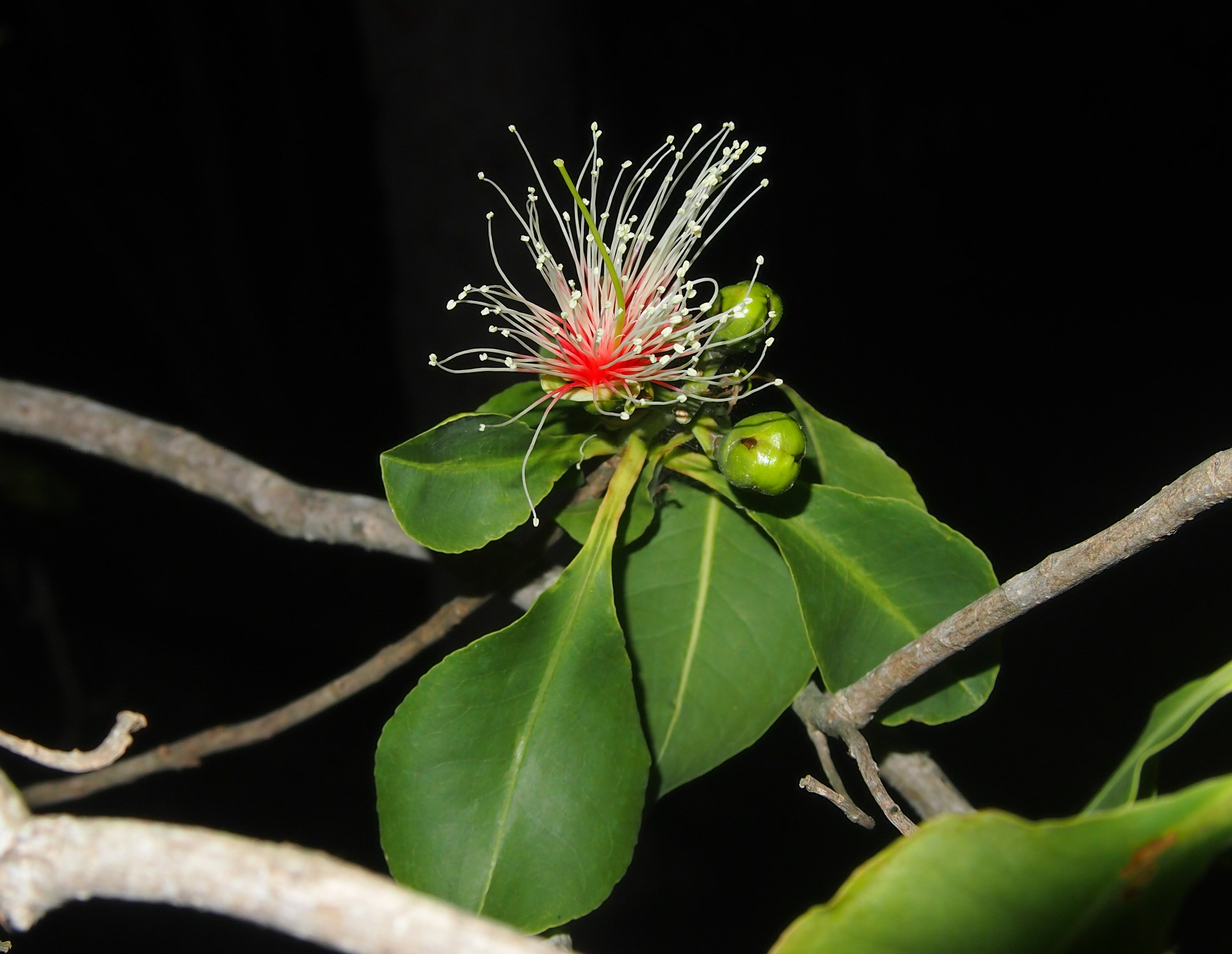
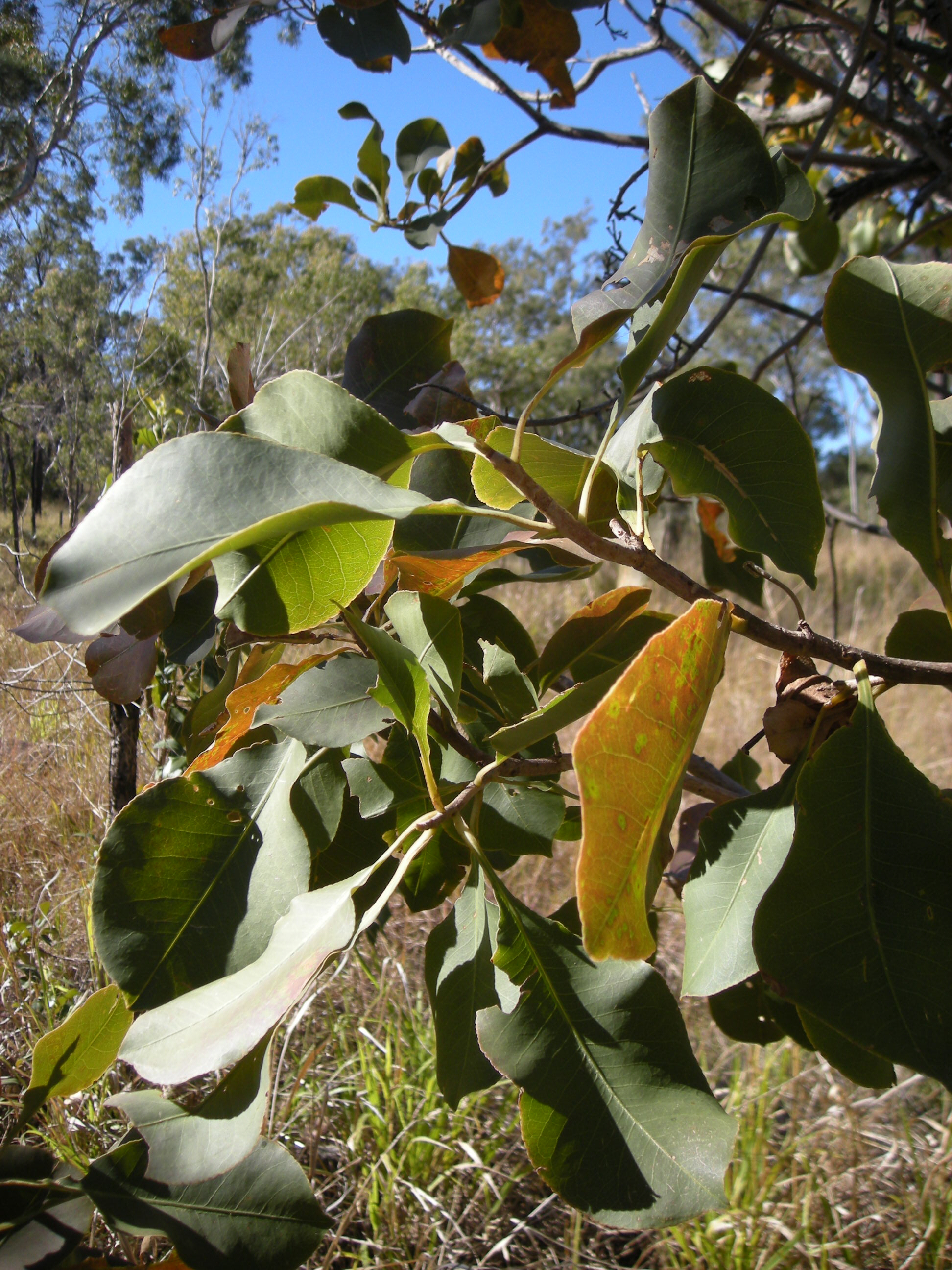
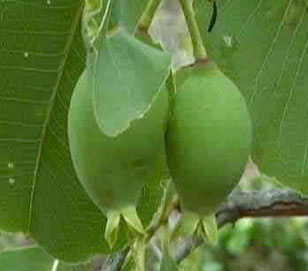
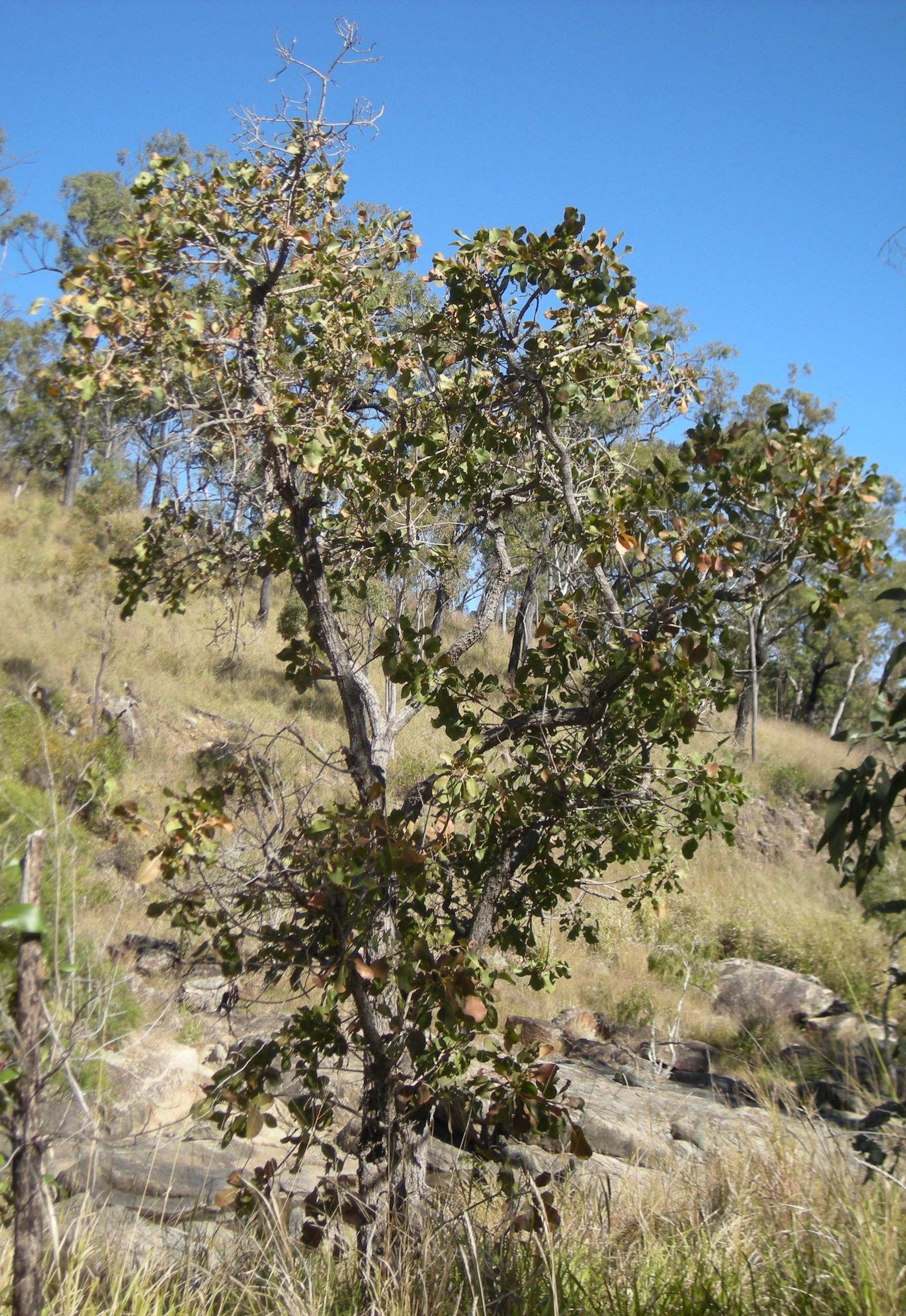